# Arenaria angustifolia
Arenaria angustifolia är en nejlikväxtart som beskrevs av Mcneill. Arenaria angustifolia ingår i släktet narvar, och familjen nejlikväxter. Inga underarter finns listade i Catalogue of Life.